# Aspanfut
Aspanfut (Asocjacja panfuturystów) – ukraińskie ugrupowanie literackie, działające w latach 1922–1924, później przemianowane na Komunkult, Nowa heneracija.
Najbardziej znanymi przedstawicielami grupy są: Mychajło Semenko, Geo Szkurupij, Julijan Szpoł, Ołeksa Slisarenko, Ołeksa Błyźko.
Manifesty artystyczne i utwory "panfuturystów" opublikowano w zbiorach Semafor w majbutne (1922), Katafalk mystectw (1923), Żowtnewyj zbirnyk panfuturystiw (1924).